# Gods & Monsters (album Juno Reactor)
Gods & Monsters – siódmy album studyjny brytyjskiego zespołu Juno Reactor, wydany 22 kwietnia 2008 przez wytwórnię Metropolis Records. Utwory znajdujące się na albumie należą do nurtu muzyki psychedelic trance oraz goa trance. Na płycie gościnnie pojawią się m.in. artysta reggae/dub Ghetto Prist oraz wokalistka trance Angelica. Okładkę płyty zaprojektował Koji Morimoto.
Na utwory zawarte na albumie ogromny wpływ miała muzyka filmowa oraz anime, którymi Ben Watkins interesuje się od czasu współpracy przy soundtrackach do serii Matrix (Matrix Reaktywacja i Matrix Rewolucje). Utwory nawiązują swym brzmieniem m.in. do ścieżki dźwiękowej do filmu anime Brave Story.

## Lista utworów[2]
1. Inca Steppa[3][4] (7:45)
2. Tokyo Dub[3] (7:08)
3. Las Vegas Future Past[5] (5:59)
4. Mind of the Free[3] (6:13)
5. Immaculate Cruxifiction (7:38)
6. City of the Sinful[3][6] (4:43)
7. Tanta Pena[7] (5:51)
8. The Perfect Crime (Superman)[4][8][9] (6:24)
9. Pretty Girl[4][9] (5:28)